# Авіаносці типу «Корейджес»
Авіаносці класу «Корейджес» (англ. Courageous-class aircraft carrier), також відомі як авіаносці класу «Глоріес» (англ. Glorious-class aircraft carrier) — клас авіаносців Великої Британії.

## Представники
| Назва                | Номер | Будівництво                  | Закладений           | Спущений на воду    | Вступив у стрій       | Доля                            |
| -------------------- | ----- | ---------------------------- | -------------------- | ------------------- | --------------------- | ------------------------------- |
| Корейджес Courageous | 50    | Armstrong Whitworth, Волсенд | 26 березня 1915 року | 5 лютого 1916 року  | 4 листопада 1916 року | потоплений 17 вересня 1939 року |
| Глоріес Glorious     | 77    | Harland and Wolff, Белфаст   | 1 травня 1915 року   | 20 квітня 1916 року | 31 грудня 1916 року   | потоплений 8 червня 1940 року   |
| Ф'юріос Furious      | 47    | Armstrong Whitworth, Волсенд | 8 червня 1915 року   | 15 серпня 1916 року | 26 червня 1917 року   | проданий на злам у 1948 році    |

## Історія створення

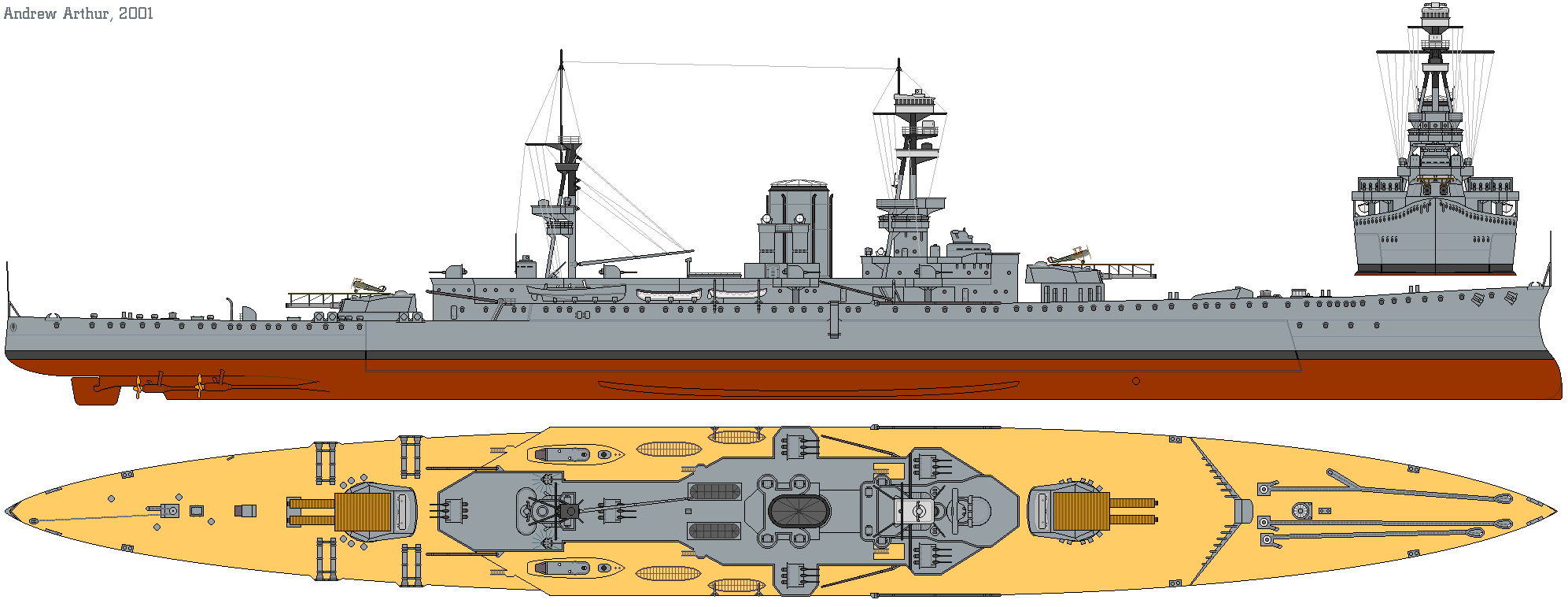
Лінійний крейсер «Глоріес»

У 1915 році за ініціативи адмірала, Першого морського лорда Джона Фішера були спроєктовані 3 лінійні крейсери класу «Корейджес». Вони мали бути найбільшими кораблями в ескадрі, яка мала би висадити десант за 130 км від Берліна в Померанії (Балтійський проект). Хоча план був відхилений, а лорд Фішер залишив Адміралтейство, крейсери були добудовані за початковими проєктами.
Кораблі були досить швидкохідними, але мали дуже слабке бронювання та недостатнє артилерійське озброєння, що робило їх непридатними для використання у бойових діях. За кораблями навіть закріпилась назва «Білі слони». Крейсери «Корейджес» та «Глоріес» лише один раз брали участь у реальному бою (битва в Гельголандській бухті, 17 листопада 1917 року), де завдали кораблям супротивника пошкоджень менше, ніж отримали самі.
Тому вони незабаром були виведені в резерв та використовувались як навчальні кораблі.
У 1917 році виникла ідей переобладнати «Ф'юріос» на авіаносець. Роботи були завершені влітку 1917 року. Спочатку була демонтована носова гармата і на її місці встановлена похила злітна палуба довжиною 70 м та ангар на 10 літаків. Пізніше була знята й кормова гармата та встановлена посадкова палуба та другий ангар.
Після переобладнання корабель взяв участь у бойових діях. Він був першим у світі авіаносцем, чиї літаки завдали удару по наземних цілях: 19 липня 1918 року його літаки знищили 2 цепеліни в ангарах на авіабазі Тордент.
Після війни роботи з переобладнання продовжились, корабель набув остаточного вигляду у 1922 році.
Після Вашингтонської морської конференції, яка обмежила загальний тоннаж флотів провідних морських країн, було вирішено переобладнати на авіаносці також крейсери «Корейджес» та «Глоріес». Роботи почались у 1924 році. «Корейджес» вступив у стрій як авіаносець у 1928 році, «Глоріес» — у 1930 році.

## Конструкція

### «Ф'юріос»

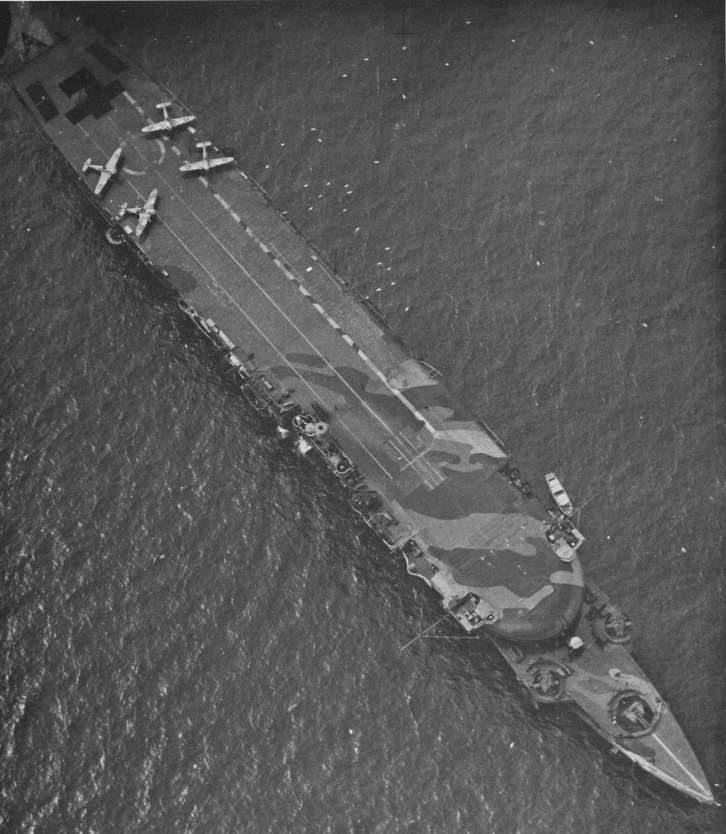
«Ф'юріос» у 1941 році

В ході будівництва «Ф'юріос» було вирішено переобладнати на авіаносець. Замість носової гарматної башти був збудований ангар на 10 літаків та польотна палуба. Літаки піднімали з ангара на палубу спеціальним краном. Після введення в дію на кораблі базувались 5 колісних винищувачів Sopwith Pup та 3 поплавкові розвідники Short Type 184. При цьому поплавкові літаки могли сідати на воду, після чого їх піднімали на борт за допомогою крана, а колісні літаки мали приземлятись на берегові аеродроми.
Перша вдала спроба посадити літак на палубу корабля була здійснена 2 серпня 1917 року пілотом Едвіном Даннінґом (англ. Edwin Harris Dunning). Проте наступна спроба 7 серпня закінчилась катастрофою, в якій пілот загинув. Тому було вирішено в кормі корабля збудувати спеціальну посадкову палубу. Роботи тривали з 23 листопада 1917 року до 15 березня 1918 року на верфі Armstrong Whitworth. Під час реконструкції з корабля зняли кормову гарматну башту, 140-мм гармату та грот-щоглу. Позаду димової труби збудували другий ангар на 6 літаків та польотну палубу. У кормовій частині ангара були встановлені ворота для спуску та підйому гідролітаків. Обидва ангари були обладнані літакопідйомниками. На посадковій палубі був встановлений примітивний бар'єр з вертикально натягнутих канатів.
Корабель став нести 16, а з жовтня 1918 року — 20 літаків.
Досвід експлуатації авіаносця показав, що посадка літака була досить небезпечною через завихрення повітря, яке оминало надбудову та димову трубу. Тому у 1922—1925 роках корабель пройшов чергову модернізацію, під час якої з нього були зняті всі надбудови, труби та щогли. Кормовий та носовий ангари об'єднали, а зверху добудували ще один ангар. Тепер літаки могли злітати з двох рівнів — з короткої носової палуби та зі 175-метрової польотної палуби, яка стала займати 3/4 довжини корабля. Літаки піднімались на верхню палубу за допомогою двох літакопідйомників вантажопідйомністю 5,5 т. Щоб дим не заважав посадці літаків, він відводився з машинного відділення у корму, де випускався через решітки у верхній палубі (похідний режим) або через отвори у бортах під час посадки літаків. Ходовий місток був розміщений з правого борту нижче від польотної палуби. Крім того, був встановлений центральний висувний місток, який піднімався лише під час зльоту та посадки літаків.
Корабель був обладнаний булями, здатними витримати вибух 200 кг тротилу.
На кораблі залишили десять 140-мм гармат, але 76-мм гармати були замінені 102-мм гарматами — 2 у носовій частині і 4 — у кормовій. Крім того, було встановлено 14 кулеметів.
У 1938—1939 роках корабель пройшов ще одну модернізацію, під час якої на кораблі з правого борту з'явилась невелика острівна надбудова. Замість одноствольних 140-мм та 102-мм гармат були встановлені 6 спарених 102-мм гармат на три восьмиствольні зенітні установки «пом-пом» та два чотириствольні 12,7-мм кулемети.
Під час війни на кораблі встановили четверту зенітну установку «пом-пом» та 15 20-мм зенітних автоматів «Ерлікон». Пізніше кількість «Ерліконів» довели до 22.
Крім того, на кораблі встановили радар для пошуку наземних та надводних цілей типу 290, а також пристрої керування вогнем (4 типу 282 та 2 типу 285). Додаткове озброєння збільшило масу корабля, тому для покращення остійності булі поглибили та зробили повнішими.

### «Корейджес» та «Глоріес»

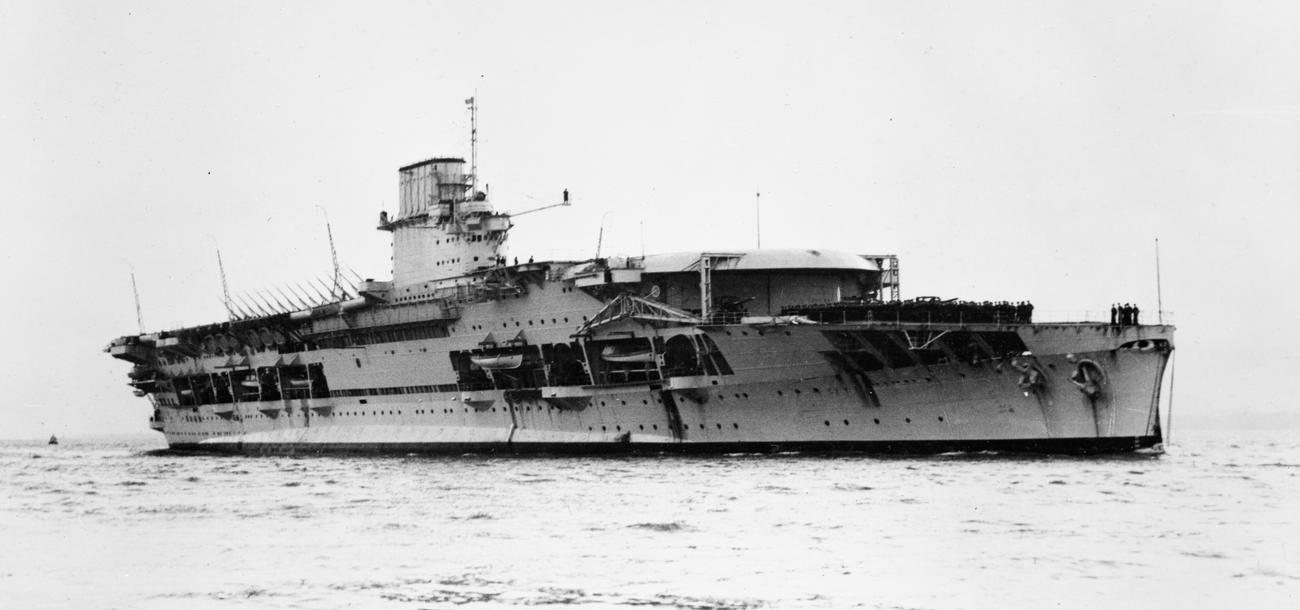
«Корейджес» у 1935 році

У 1920 році було вирішено переобладнати лінійні крейсери «Корейджес» та «Глоріес» на авіаносці за зразком «Ф'юріоса». Але розробка проекту затяглась, і роботи з переобладнання розпочались лише у 1924 році. Ці кораблі зовні відрізнялись від «Ф'юріоса». На них одразу були встановлені острівні надбудови з димовими трубами. Нижній та верхній ангари мали довжину 167 м, що дозволило нести по 46 літаків — на 10 більше, ніж на «Ф'юріосі».
У 1930 році на «Корейджесі» був встановлений аерофінішер Mk-VIII, здатний зупиняти літак масою до 5000 кг на швидкості 110 км/год. Згодом такі аерофінішери стали використовуватись на інших британських авіаносцях, а пізніше цей досвід перейняли інші країни.
у 1935 роках на обох кораблях було встановлено по дві катапульти, здатні розганяти літак масою 3650 кг до швидкості 100 км/год, які, проте, використовували лише для запуску гідролітаків. Кількість та характеристики літакопідйомників були такі, як у «Ф'юріоса».
Спочатку озброєння «Корейджеса» та «Глоріеса» складалось із 16 102-мм зенітних гармат, 4 одноствольних зенітних автоматів «пом-пом» та 14 кулеметів. У 1934 році замість одноствольних «пом-помів» на «Корейджесі» встановили два, а на «Глоріесі» три восьмиствольні «пом-поми».
У 1935 році на «Корейджесі» встановили чотири 12,7-мм кулемети, а у 1938 році — ще одну 8-ствольну зенітну установку «пом-пом».
На кораблях не було радарів, але у 1938 році «Корейджес» першим у британському флоті отримав радіомаяк типу 72.